# Marijansko otočje
Marijansko otočje (tudi Mariani do začetka 20. stoletja, do nedavnega tudi Marianski otoki oz. Mariansko otočje, včasih imenovani tudi Landronski otoki po španskem otoku Islas de los Landrones, kar pomeni Otok tatov) je otočje, ki ga tvori 15 vulkanskih hribov v severno-zahodnem Pacifiku. Ležijo med 12. in 21. vzporednikom in vzdolž 145. vzhodnega poldnevnika. Otoki so bili poimenovani po španski kraljici Mariani, v 17. stoletju, ko je Španija začela z njihovo kolonizacijo.